# Matt LeBlanc
Matthew Steven LeBlanc (Newton, 25 de julho de 1967) é um ator norte-americano, mais conhecido por interpretar Joey Tribbiani no sitcom Friends.
Ganhou o People's Choice Awards por Ator de TV Favorito em 2005 e em 2012 conquistou o Globo de Ouro de Melhor Ator em Série de Comédia por Episodes.

## Biografia
LeBlanc nasceu em 25 de julho de 1967 em Newton, Massachusetts, filho de Paul LeBlanc, um mecânico franco-canadiano, e Patricia Di Cillo, uma gerente de escritório ítalo-americana. Ele graduou-se na Newton North High School, em 1985.
Aos 17 anos, LeBlanc mudou-se para Nova York para seguir com a carreira de modelo.

## Carreira
Em 1987, mudou-se para Nova Iorque. Iniciou sua carreira atuando em comerciais de televisão (Doritos, Coca-Cola e Levi's 501). Em 1990, atuou no videoclipe da música Miracle, de Jon Bon Jovi. Em 1991, atuou no videoclipe da música Walk Away, de Alanis Morissette. Nesse mesmo ano, interpretou o personagem Vinnie Verducci na série de televisão Married... with Children. Teve uma passagem quase anônima pelo filme de 1993 The Thing Called Love, interpretando um guitarrista de banda country, porém sem nenhuma fala (cena da personagem Miranda Presley fazendo dueto com outro vocalista).
Adquiriu fama somente a partir de 1994, atuando na série Friends, onde desempenhava o papel de um ator ítalo-americano, Joey Tribbiani, muito trapalhão, de talento duvidoso, irrefreável gula, personalidade infantil e também por ser um conquistador irresistível. Após o fim da série em 2004, ele protagonizou a série spin-off de Friends intitulada Joey, de 2004 a 2006.
Além disso, participou como Major Don West em Perdidos no Espaço, filme de 1998 com roteiro baseado na famosa série de televisão dos anos 1960. Fez uma pequena participação nos filmes Charlie's Angels (2000) e Charlie's Angels: Full Throttle (2003) como Jason Gibbons, namorado de Alex, interpretada por Lucy Liu
Em 2000, participou do videoclipe da música Say It Isn't So, do Bon Jovi.
É produtor do filme The Watch, que foi anunciado em 2007.
Atuou, em uma série de televisão do canal CBS chamada Man With a Plan, conhecida no Brasil como “O Homem da Casa”. Trabalhou de 2011-2016 na série de televisão chamada Episodes, pela qual foi indicado ao Emmy por melhor ator em série de comédia e ganhou um Globo de Ouro de Melhor ator em série comédia ou musical.
De 2016 até a atualidade está apresentando o Top Gear da BBC britânica que é transmitida pelos canais Discovery Turbo

## Vida pessoal

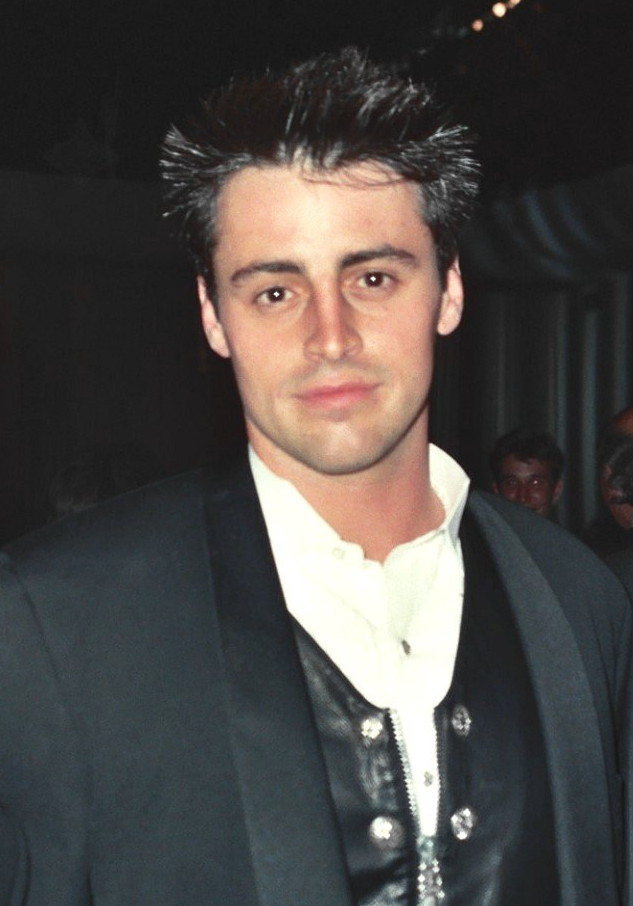
LeBlanc em 1995.

Matt LeBlanc se casou em 3 de maio de 2003 com Melissa McKnight depois de seis anos de namoro. Juntos, eles têm uma filha, Marina Pearl LeBlanc, que nasceu em 8 de fevereiro de 2004.
O casal se separou em janeiro de 2006. Em março, Matt pediu o divórcio citando diferenças irreconciliáveis. Como decisão depois do divórcio, ele será responsável pela educação e saúde da filha e pagará 15 000 dólares estadunidenses por mês de pensão para a ex-mulher Melissa McKnight.
LeBlanc namorou com a atriz Andrea Anders entre 2006 e janeiro de 2015. Anders contracenou com LeBlanc no spin-off da série Friends, Joey.

## Filmografia

### Filmes
| Ano  | Filme                                        | Personagem          | Notas                        |
| ---- | -------------------------------------------- | ------------------- | ---------------------------- |
| 1990 | Anything to Survive                          | Billy Barton        | Filme de TV                  |
| 1993 | Grey Knight                                  | Terhune             |                              |
| 1993 | Red Shoe Diaries 3: Another Woman's Lipstick | Kyle                |                              |
| 1993 | The Thing Called Love                        | Guitarrista         |                              |
| 1994 | Reform School Girl                           | Vince               | Filme de TV                  |
| 1996 | Ed                                           | Jack 'Deuce' Cooper |                              |
| 1997 | Red Shoe Diaries 7: Burning Up               | Jed                 |                              |
| 1998 | Lost in Space                                | Major Don West      |                              |
| 1998 | Lookin' Italian                              | Anthony Manetti     |                              |
| 2000 | Charlie's Angels                             | Jason Gibbons       |                              |
| 2001 | All the Queen's Men                          | O'Rourke            |                              |
| 2003 | Charlie's Angels: Full Throttle              | Jason Gibbons       |                              |
| 2010 | Jonah Hex                                    |                     | Produtor Executivo           |
| 2014 | Lovesick                                     | Charlie Darby       |                              |
| 2021 | Friends: The Reunion                         | Joey Tribbiani      | Episódio especial de Friends |

### Televisão
| Ano         | Série                     | Personagem                       | Notas                                                                                                  |
| ----------- | ------------------------- | -------------------------------- | --- |
| 1988-1989   | TV 101                    | Chuck Bender                     | 13 episódios                                                                                           |
| 1989        | Just the Ten of Us        | Todd Murphy                      | Episódio: "Quarterback Sneak" Episódio: "That Championship Season"                                     |
| 1990        | Monsters                  | Tommy                            | Episódio: "A Shave and a Haircut, Two Bites"                                                           |
| 1991        | Top of the Heap           | Vinnie Verducci                  | 7 episódios                                                                                            |
| 1991        | Married... with Children  | Vinnie Verducci                  | Episódio: "Oldies But Young 'Uns" Episódio: "Top of the Heap" Episódio: "Kelly Does Hollywood: Part 1" |
| 1991        | Vinnie & Bobby            | Vinnie Verducci                  | 7 episódios                                                                                            |
| 1991        | Red Shoe Diaries          | Tom's Brother                    | Episódio: "Just Like That" Episódio: "Kidnap"                                                          |
| 1993        | Class of '96              | Frank Goodman                    | Episódio: "Bright Smoke, Cold Fire"                                                                    |
| 1994 - 2004 | Friends                   | Joey Tribbiani/Dr. Drake Ramorey | 236 episódios                                                                                          |
| 2004 - 2006 | Joey (série de televisão) | Joey Tribbiani/Dr. Drake Ramorey | 46 episódios                                                                                           |
| 2011 - 2017 | Episodes                  | Matt LeBlanc                     | Vencedor:Golden Globe Awards de Melhor Ator - Comédia ou Musical                                       |
| 2013        | Web Therapy               | Nick Jericho                     | 3 episódios web, 2 episódios TV                                                                        |
| 2016        | Top Gear                  | Ele mesmo (apresentador)         | 21 episódios                                                                                           |
| 2016        | Man with a Plan           | Adam Burns                       | 37 episódios; Produtor Executivo                                                                       |
| 2021        | Friends-The Reunion       | Ele mesmo                        | HBO MAX                                                                                                |

## Prêmios
- Ganhou o Prémios Screen Actors Guild como melhor performance de um elenco numa série de comédia, por Friends (1996)
- Ganhou o TV Guide Awards na categoria Editor's Choice, por Friends (2000).
- Ganhou o Teen Choice Awards de melhor ator de comédia, por Friends (2002).
- Ganhou o Favorite Male Television Star no People's Choice Awards (2005).
- Indicado ao Emmy como melhor ator de série de comédia, por Friends (2002), (2003) e (2004).
- Indicado ao Prêmios Globo de Ouro como melhor performance como ator em série de comédia (2003), (2004) e (2005).
- Indicado ao Kids Choice Awards como ator favorito (2002).
- Indicado ao Emmy como melhor ator de série de comédia, por Episodes (2011).[3]
- Ganhou o Prêmios Globo de Ouro como Melhor Ator em Série de Comédia pela atuação em Episodes (2012).